# 安香乡
安香乡，是中华人民共和国河北省石家庄市行唐县下辖的一个乡镇级行政单位。

## 行政区划
安香乡下辖以下地区：
西安香村、东安香村、笔尾村、北协神村、东正村、东正庄村、岳霍口村、张霍口村、米霍口村、胡家庄村、东留营村、西留营村、东伏流村、南伏流村、西伏流村、北伏流村、中伏流村、南张吾村、北张吾村、常香村、慈河庄村和西正村。